# カルロ・マリア・ビガノ
カルロ・マリア・ビガノ（イタリア語: Carlo Maria Viganò、1941年1月16日 - ）は、2011年10月19日から2016年4月12日まで駐米教皇大使を務めたカトリック教会の大司教。2009年7月16日から2011年9月3日までバチカン市国行政局次官を務めた。バチカンの財政的汚職を明らかにした2012年のバチカンの文書流出事件、及び2018年の手紙で教皇フランシスコと他の教会指導者が当時のセオドア・マカリック枢機卿に対する性的虐待の申し立てを隠蔽したと非難した事で知られる。

## 生い立ち
1941年1月16日、イタリア王国ロンバルディア州ヴァレーゼで誕生。兄弟に兄で神父のロレンツィオと妹のロザンナがいる。
1968年3月24日にパヴィア教区で司祭叙階。教会法と民法の両方博士号を取得した。

## 教皇庁
彼は1973年に教皇庁の外交部隊に入り、イラクとイギリスの教皇外交使節として働いた。1978年から1989年まで彼は国務省にいた。1989年4月4日にはストラスブールの欧州評議会への特使兼常任オブザーバーに指名された。

## ナイジェリア教皇大使
1992年4月3日、教皇ヨハネ・パウロ2世はビガノをウルピアナ名義大司教とナイジェリア教皇大使に任命した。4月26日に彼は教皇によって叙階され、フランチシェク・マハルスキ枢機卿とアンジェロ・ソダーノ枢機卿が共同司式者として務めた。

## バチカンの人事部長
1998年にナイジェリアへの任務が終了時、彼は国務省内の教皇代理の使節としての任務を割り当てられ、バチカンの外交官に加えてローマ教皇庁人事部長を務めた。2009年7月16日にバチカン市国行政庁次官になるまで、彼はこの役職に就いた。

## バチカン市国行政庁次官
2009年、ビガノはバチカン市国行政庁次官に任命された。その役割の中で、彼は一元化された会計手順とコスト超過に対する説明責任を確立し、1年でバチカン市国1,050万ドルの赤字を4,400万ドルの黒字に変えた。
2010年、ビガノはヨーロッパの新しい銀行規制を回避するために、バチカンがユーロ通貨協定から脱退することを提案した。その代わり、バチカンはユーロ通貨協定を順守し、より厳しい銀行規制が必要とする新たな精査を受け入れることを選択した。 2012年1月下旬にイタリアでテレビ番組がGli intoccabili（アンタッチャブル）の名で放映され、バチカンの秘密の手紙やメモを開示すると主張した。文書の中には、ビガノによる教皇と国務長官、タルチシオ・ベルトーネ枢機卿に宛てられたバチカンの財政の腐敗と彼に対する名誉毀損のキャンペーンについての不満の手紙があった。以前教皇に次ぐ第二の管理者の地位だったビガノは、教皇庁により高い契約金額を費やした汚職を暴露したために転送されないようにと要望した。

## 駐米教皇大使
2011年8月13日、ベルトーネは教皇ベネディクト16世がビガノを駐米教皇大使に任命していたことを通知した。ロイター通信は、ビガノがその任務を受けたくなかったと報道した。ビガノは、この決定は教皇ベネディクト16世が最初に彼に明らかにしたものではなかったと述べた。彼の任命は「多くの腐敗と浪費の状況」に反対した人々の間に「混乱と落胆」を生み出すであろうと教皇に書き送った。2012年に教皇の執事が漏洩した手紙の 1つは、ビガノがベルトーネを迂回し、バチカンの腐敗について教皇に直訴したことを明らかにした。バチカンの公式報道官であるフェデリコ・ロンバルディ神父は当初、ベネディクトがビガノは「疑う余地のない信仰と信頼」を保持していると語っていたが、一部のバチカンの指導者たちが署名した2012年2月の声明では、彼の主張は「誤った」「根拠のない」「根拠のない恐怖に基づいている」とした

## 引退
2016年1月、ビガノ大司教は75歳になったときに必要に応じて辞任を提出した。2016年4月12日、教皇フランシスコはビガノの辞任を受け入れ、クリストフ・ピエール大司教を指名して、彼を駐米教皇大使として引き継いだ。

## 2018年8月の手紙
2018年8月25日、ビガノはセオドア・マカリック枢機卿に関するバチカンへの一連の警告を説明する11ページの手紙を発表した。その2か月前の2018年6月、マカリックが未成年および複数の成人神学校生を虐待したことが明らかにされていた。その結果、彼は枢機卿として辞任し、教皇フランシスコから住んでいた敷地を離れること、そしてカトリック教会の裁判の結果が出るまで公にミサを捧げることを禁じられた。そしてマカリックは2019年2月に有罪となり、7月には聖職を剥奪された。
ビガノの手紙によると、2000年にガブリエル・モンタルボ（当時は米国に滞在）は、マカリックの「神学校の神父や司祭との不道徳な振る舞い」をバチカンに知らせていた。その後、ビガノは、ピエトロ・サンビ（2005年から2011年まで駐米教皇大使）がバチカンに再度通知した後、2006年にマカリックに関する自分のメモを書いたと主張している。しかし、ビガノによれば教皇ベネディクト16世がマカリックを止めるまで何事も為されなかった。

## 新型コロナウイルスとBlack Lives Matter
2020年5月、ビガノは、新型コロナウイルス感染症パンデミックの間に制定された制限を批判する上訴を主導した。それは人々の権利の侵害としての接触追跡装置と必須のワクチン接種の使用を選び出し、「ウイルスの実際の伝染性、危険性、および抵抗性について増大する疑い...」を引用した。ビガノに加えて、署名者にはロバート・サラ枢機卿、ゲルハルト・ルートヴィヒ・ミュラー枢機卿、および陳日君枢機卿、ジョセフ・ストリックランド司教、および他の多数の聖職者やジャーナリストが含まれていた。サラは後に、書簡で表明された見解の一部には同意したが、署名はしなかったため、氏名を削除するよう求めたと述べた。ビガノは署名することを主張したが、名前を削除することに同意した。
6月7日、ビガノはドナルド・トランプ大統領に3ページの公開書簡を発表し、パンデミックとジョージ・フロイドの抗議について、聖書に書かれている「光の子と闇の子」間の闘いとして説明した。闇の子供たちは「すべての人類の見えない敵」であると主張した。さらに、ビガノは暴動が「ディープ・ステートの目標を具体化する次の大統領選挙で選出された人物を見たいと思う人々の目的」に役立つために闇の子供たちによって組織されていると主張した。ビガノはさらに、抗議への支持を表明したカトリック司教たちを「ディープステートに、グローバリズムに、足並みそろえた考えに、新世界秩序に従属しています。彼らはそれをキリスト教徒とは全く関係のない「普遍的人類愛」という名前で一層頻繁に訴えていますが、それは法廷から、学校から、家族から、そしておそらく教会からも神を追放することで、世界を支配したいと考える人たちのフリーメーソン的理想を喚起するものです」と非難した。手紙はトランプ大統領の注意を惹き、"So honored by Archbishop Viganò’s incredible letter to me. I hope everyone, religious or not, reads it!"(ビガーノ大司教からの素晴らしい手紙をもらい光栄だ。信仰心があろうがなかろうが、皆んなが読んでくれることを期待する)とツイートした。

## 第二バチカン公会議に関する声明
2020年6月、ビガノは、第二バチカン公会議がカトリック教会内に真の教会であると考えるものと並んで偽の教会が存在する分裂を導いたと主張した。 「公会議後の過ちは、公会議法の核心に含まれていた」と語った。ビガノは教皇ヨハネ・パウロ2世、特に教皇フランシスコの諸宗教間の運動を批判し、教皇在位期間に行われた行動を、公会議での誤りや曖昧さであると彼が認識したことと関連付けようとした 「パチャママが教会で崇拝され得るのならば、『信教の自由に関する宣言 (Dignitatis Humanae)』のせいです。アブダビ宣言が署名されるならば、『ノストラ・エターテ』(非キリスト教の宗教に関する第二バチカン公会議の宣言)のせいです」と述べた。

## 教皇フランシスコへの批評
依然として教皇フランシスコの激しい批評家である。 2019年6月、ワシントンポストとの長いやり取りの中で、教皇は露骨な嘘つきであると述べ,、2020年7月には、教皇が「新世界秩序の同性愛者の課題」に従っていると非難した。
2020年10月、回勅「フラテッリ・トゥッティ」（兄弟である皆さん）に批判的であり、人口妊娠中絶に関する教皇の沈黙に反対した。
政治家の行動を動機付けるべき懸念について話す際、「社会的、経済的排除の現象とその有害な結果、即ち人身売買、人間の臓器や組織の販売、少年少女の性的搾取、売春を含む奴隷的労働、ドラッグ及び武器の取引、テロリズムと国際的組織犯罪について述べています。これらはみな非難される必要のある災難ですが、すでに多くの人によってそうであると認識されていると信じています。倫理的な面ではるかに重要でありながら、この回勅で触れられていない焦点は、悲しいことに今日では権利として主張されている人工妊娠中絶です
。
2024年1月、同性愛者などへの祝福を許可するバチカンの決定について、ビガノはそれを承認した教皇フランシスコを「偽の預言者」「サタンのしもべ」と激しく攻撃した。